# Anglanat
Anglanat es un cultivar de higuera tipo Higo Común Ficus carica unífera es decir con una sola  cosecha por temporada, los higos de verano-otoño, de piel con color de fondo amarillo verdoso y con sobre color ausente. Árbol de origen silvestre se cultiva principalmente en el "Conservatoire botanique national méditerranéen de Porquerolles".

## Sinonimias
- „Anglanat figuier“.[4]

## Historia
Su origen es silvestre, descubierto en el (Valle de Cele, Lot) en Francia.
La variedad 'Anglanat' se encuentra cultivada en la colección de higueras del "Conservatoire botanique national méditerranéen de Porquerolles".

## Características
La higuera 'Anglanat' es una variedad unífera, del tipo Higo Común.
Los árboles 'Anglanat' tienen porte esparcido de ramas colgantes, con una tendencia alta de formación de rebrotes, de vigor medio, con yema apical cónica de tamaño medio, de color verde. Sus hojas predominantes son trilobuladas, con el lóbulo nº 2 más grande espatulado y el 1 y 3 más pequeños, con poca indentación, con bordes lisos. Presenta una cosecha muy abundante de higos con un calibre mediano que maduran en forma escalonada de julio y agosto, son de forma esferoidal, fruto no simétrico, con cuello grueso, y con pedúnculo corto, grueso y fácil abscisión del pedúnculo, las escamas del pedúnculo muy pequeñas verde claro; piel lisa elástica brillante, sin grietas; con color de fondo amarillo verdoso y con sobre color ausente; ostiolode tamaño mediano abierto que cuando madura se rompe en forma de estrella; la carne (mesocarpio) de grosor mediano, de color blanco; pulpa color rojo claro a rosado; cavidad interna de tipo medio, con una cantidad de aquenios media; buenas cualidades organolépticas, de sabor muy dulce fundente jugoso; textura fina; calidad muy buena tanto para consumo en fresco como seco; Inicio de la maduración muy precoz; Tienen una manipulación razonable debido a su piel fina pero resistente.

## Cultivo
'Anglanat' se trata de una variedad muy adaptada al cultivo de secano, con excelente producción de higos de tamaño mediano y características que la hacen potencialmente muy atractiva para comercializar para su consumo en fresco.